# Pyrrhalta wilcoxi
Pyrrhalta wilcoxi is een keversoort uit de familie bladkevers (Chrysomelidae). De wetenschappelijke naam van de soort werd in 1965 gepubliceerd door Gressitt & Kimoto.